# 中国人民武装警察部队士兵证
中国人民武装警察部队士兵证是中国人民武装警察部队士兵的身份证件。

## 简介
2007年8月1日起，中国人民武装警察部队启用由中国人民武装警察部队总部统一印制的新式《中国人民武装警察部队士兵证》。新式《中国人民武装警察部队士兵证》进行了统一编号，规范了规格式样及填写方式，确保其在全国具备唯一性、统一性、严肃性。新式证件与旧式证件主要有以下不同：
- 规格式样：改为和现行的《中国人民武装警察部队警官证》、《中国人民武装警察部队文职干部证》一致。
- 制发机关：由“中国人民武装警察部队”改成“中华人民共和国国务院、中央军事委员会”。
- 名称：由《士兵证》改为《中国人民武装警察部队士兵证》。
- 监制单位：增加了监制单位，为“武警部队司令部警务部监制”。
- 冠字及编号统一：由中国人民武装警察部队总部统一印制，中国人民武装警察部队支队（团）级以上单位司令机关（或者行政管理部门）负责签发、登记、收缴、注销、销毁等事宜。

中国人民武装警察部队士兵证是中国内地有效身份证件之一。
2016年7月1日，武警部队换发启用2016式《中国人民武装警察部队警官证》《中国人民武装警察部队文职干部证》和《中国人民武装警察部队义务兵证》《中国人民武装警察部队士官证》《中国人民武装警察部队文职人员证》《中国人民武装警察部队职工证》。现役的义务兵、士官持有的《士兵证》分别换发为《义务兵证》《士官证》。
2018年，《义务兵证》《士官证》正面不再并列凹烫“国务院”和“中央军事委员会”字样，改为仅凹烫“中华人民共和国中央军事委员会”字样。
2022年9月1日，武警部队换发启用《中国人民武装警察部队警士证》、《中国人民武装警察部队警士退休证》，原武警部队士官持有的《士官证》换发为《警士证》。《警士证》正面不再凹烫武警警徽，改为凹烫武警部队徽。